# Agladrillia macella
Agladrillia macella é uma espécie de gastrópode do gênero Agladrillia, pertencente a família Drilliidae.